# گراهام هیل
گراهام هیل (انگلیسی: Graham Hill; ۱۵ فوریهٔ ۱۹۲۹ – ۲۹ نوامبر ۱۹۷۵) اتومبیل‌ران فرمول ۱، مهندس، ملوان، پدیدآور، و راننده خودروی مسابقه‌ای اهل بریتانیا بود. وی در اوقات فراغت خویش به نقاشی نیز می‌پرداخت.
‌
هیل با برد در مسابقه ۲۴ ساعته لمانز، دو قهرمانی جهان فرمول یک ، و ایندیاناپلیس ۱۹۶۶ تنها راننده تاریخ دارای تاج سه گانه است.
‌
هیل در سال ۱۹۷۳ تیم خود را با اسم Embassy Hill تاسیس کرد.
او در سانحه سقوط هواپیمایی که خود خلبانی‌اش را بر عهده داشت و از فرانسه پرواز کرده بود در سال ۱۹۷۵ و در نزدیکی آرکلی  همراه با پنج نفر از تیم خود سقوط کرد و جان باخت.
‌
تشییع جنازه هیل در ابی سنت آلبانز برگزار شد و او در قبرستان سنت بوتولف، شنلیبری به خاک سپرده شد.
این کلیسا از آن زمان تقدس زدایی شده است، بنابراین مقبره اکنون در یک باغ خصوصی قرار دارد.